# فی آجزنبرگ-سلوو
فی آجزنبرگ-سلوو (انگلیسی: Fay Ajzenberg-Selove؛ زاده ۱۳ فوریهٔ ۱۹۲۶ درگذشته ۸ اوت ۲۰۱۲) یک فیزیک‌دان اهل ایالات متحده آمریکا بود.